# Filiæ mæstæ Jerusalem
Pour les articles homonymes, voir Jérusalem (homonymie).
Filiæ mæstæ Jerusalem (« Filles affligées de Jérusalem », en français) est un motet du XVIIIe siècle, en latin, d'Antonio Vivaldi (1678-1741), introduction au Miserere RV 638, Psaume 50 du livre des Psaumes de la Bible.

## Histoire
Vivaldi est un des compositeurs et violonistes virtuoses les plus importants de toute l'Europe baroque, en particulier avec son œuvre Les Quatre Saisons. 

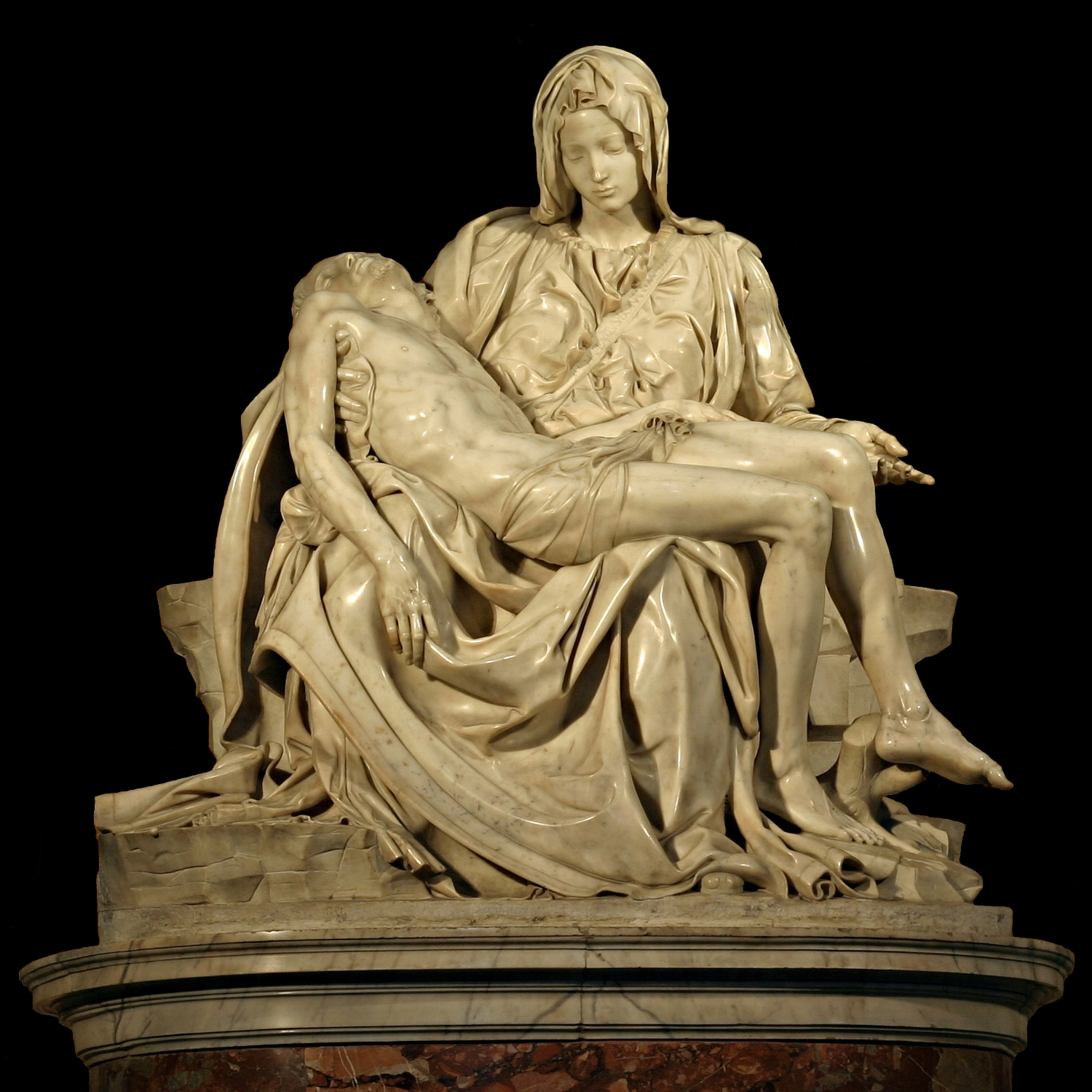
Pietà de Michel-Ange à la Basilique Saint-Pierre du Vatican à Rome

Il compose vers 1715, à la même période que son Nisi Dominus, ses œuvres actuellement cataloguées RV 638 et RV 641, deux motets introductifs pour mettre en musique le thème de « la Pietà » (littéralement : « la Pitié » : la Vierge Marie (mère de Jésus) en Mater dolorosa, pleurant de douleur son fils mort qu'elle tient sur ses genoux au pied de la croix). Ce motet est l'un des deux. Intitulé d'après son incipit Filiæ mestæ Jerusalem (RV 638), il est écrit pour une voix d'alto solo, deux violons, un alto à cordes, et la basse continue (fréquemment tenue par une viole de gambe et un clavier), introduction au Psaume 50 (Miserere), chanté pendant la Semaine sainte (commémoration de la Passion du Christ, suivie de sa Résurrection à Pâques).
Cette œuvre chante la tristesse des « femmes affligées de Jérusalem » qui pleurent la souffrance du Christ (sa Passion et sa mort sur la croix). Elle conclut sur le mot Miserere (« aie pitié », en français) pour introduire le psaume Miserere qui suit (à ce jour présumé perdu).